# Mixteca
|  | Per a altres significats, vegeu «mixteques». |

El mixteca, o 'tu'un sávi' o 'da'an davi' (que en mixteca vol dir paraula de la pluja) és la llengua del poble mixteca, ñuu sávi o ñuu davi. Es tracta de la quarta llengua indígena per nombre de parlants a Mèxic, amb un total de 446.236 individus de més de 5 anys (l'any 2000, segons l'INEGI, que no contempla com a indioparlants els menors de cinc anys; la Comissió Nacional per al Desenvolupament dels Pobles Indígenes o CDI, calcula la població mixtecoparlant en més de mig milió, fet que col·loca aquesta llengua com la tercera més parlada al país).
L'àrea tradicional de parla mixteca és la regió coneguda com La Mixteca, un territori compartit pels estats d'Oaxaca, Puebla i Guerrero. Tanmateix, a causa de la migració causada per l'extrema pobresa d'aquesta regió, s'ha estès als nuclis urbans més importants de Mèxic (especialment a l'Estat de Mèxic i el Districte Federal), a certes zones agrícoles com la Vall de San Quintín a la Baixa Califòrnia, i fins i tot als Estats Units, on les noves generacions solen ser bilingües, però de mixteca i anglès.
A causa de la fragmentació del territori mixteca, l'idioma s'ha separat en diverses variants (sis segons la CDI, més de trenta segons l'Institut Lingüístic d'Estiu) que de vegades són inintel·ligibles entre si.

## Trets generals
La llengua mixteca és la més parlada de les llengües mixtecanes, de la família otomang. En realitat es tracta d'un contínuum lingüístic i llengües regionals que en molts casos són inintel·ligibles entre si. Aquesta situació ha existit durant diversos segles. Alguns dels cronistes de la conquesta i altres de posteriors van indicar que les varietats del mixteca passaven de la dotzena. En l'actualitat, el govern de Mèxic reconeix més de 60 llengües mixteques repartides en diferents nínxols geogràfics. Per tant, es fa difícil de classificar el mixteca, ja que hom pot pensar que és una sola llengua amb dialectes molt diferents o també que les seves varietats són ja diferents llengües. En tot cas, són llengües o variants parlades en una mateixa zona geogràfica i amb un origen comú, fet pel qual, tot i ser un conjunt de llengües o variants diferenciades, s'engloben sota el nom comú de mixteca.

## Fonètica

### Fonemes de les llengües mixteques
Els fonemes característics de les llengües mixteques són lleugerament diferents dels que s'empren en català. Els lingüistes discuteixen si alguns dels sons de la llengua mixteca són una fonema o bé dobles articulacions, com és el cas de /ʦ/, /ⁿd/, /jn/ entre d'altres. Aquí sota es presenta una taula amb els fonemes que són més o menys compartits per totes les variants del mixteca.
| Consonants de les llengües mixteques |          |          |             |             |          |          |         |         |       |       |        |        |
| | Bilabial | Bilabial | Labiodental | Labiodental | Alveolar | Alveolar | Palatal | Palatal | Velar | Velar | Glotal | Glotal |
| | sord     | sonor    | sord        | sonor       | sord     | sonor    | sord    | sonor   | sord  | sonor | sord   | sonor  |
| Oclusiu | p        | b¹       |             |             | t        | d        |         |         | k     | ɡ     | ʔ      |        |
| Fricatiu |          |          | f²          | v           | s        |          | ç       | ʝ       | x     |       |        |        |
| Africada |          |          |             |             | ʦ        |          | tç      |         |       |       |        |        |
| Nasal |          | m        |             |             |          | n        |         | ɲ       |       | ŋ     |        |        |
| Lateral |          |          |             |             |          |          |         | l       |       |       |        |        |
| Vibrant |          |          |             |             |          | ɾ, r     |         |         |       |       |        |        |
| ¹ Només s'empra en préstecs lingüístics del castellà ² Tan sols s'empra en préstecs del castellà i en la varietat de la Montaña de Guerrero |          |          |             |             |          |          |         |         |       |       |        |        |

| Vocals de les llengües mixteques |          |          |         |         |           |           |
|                                  | Anterior | Anterior | Central | Central | Posterior | Posterior |
|                                  | oral     | nasal    | oral    | nasal   | oral      | nasal     |
| Altes                            | i        | ĩ        | ɨ       | ĩ       | u         | ũ         |
| Mitjanes                         | e        | ẽ        |         |         | o         | õ         |
| Baixes                           |          |          | a       | ã       |           |           |

### Tons
Una de les característiques més particulars del mixteca és el valor significatiu dels tons. Aquesta característica la comparteix amb la llengua zapoteca, el seu parent oriental de les valls d'Oaxaca. Només algunes llengües otomangues de Mèxic i les na-dené de la costa del Pacífic nord distingeixen, a Amèrica, els tons en la parla. El mixteca distingeix tres tons diferents: alt, mitjà i baix. Quan diem que és significatiu, diem que una diferència tonal entre dues paraules pot canviar el sentit d'aquestes. Per exemple:
Kuu [ku¹u²]= ser
Kuu [ku²u¹]= morir
Els tons en mixteca són representats per diacrítics. L'accent agut del català representa el to més alt. El to baix es representa subratllant la vocal de la síl·laba. El to mitjà no es representa.

### Nasalització
La nasalització de les vocals pot ser significativa o no, depenent de la paraula. Totes les vocals poden ser nasalitzades, arribant a constituir això un valor que canvia el significat de les paraules. Generalment, les vocals nasalitzades van al final de les paraules. En aquest cas, quan hi ha més d'una vocal en la paraula, els parlants de mixteca tendeixen a nasalitzar les vocals anteriors per nasalització regressiva. Les vocals que precedeixen als fonemes nasals (m, n, ɲ, ŋ) solen adquirir caràcter nasal per progressió.

## Escriptura
L'alfabet emprat per a l'escriptura de la llengua mixteca és el llatí, encara que amb algunes diferències respecte al que s'empra en català. Es pot recordar que diversos pobles mesac, els còdexs del qual constitueixen una de les fonts més valuoses per al coneixement de la història prehispànica de la regió oaxaquenya abans de l'arribada dels espanyols. A la caiguda de la senyoria de Tututepec, el 1522, els mixteques van ser sotmesos al règim colonial i les seves "antigalles" van ser destruïdes. Alguns còdexs es van salvar de la destrucció, i avui romanen gairebé tots ells en col·leccions europees com els còdexs Nuttall i Vindobonensis Mexicanus, amb l'excepció del còdex Colombino, en poder del Museu Nacional d'Antropologia de Mèxic.
Els missioners que van emprendre l'evangelització de la Mixteca es van proposar d'aprendre la llengua dels nadius, i van produir diverses 'arts' en la llengua mixteca, similars a la Gramàtica de Nebrija. Des d'aquells temps es va intentar transcriure a l'alfabet llatí l'idioma de la pluja, i aquesta norma es va conservar més o menys fins a la dècada de 1990, quan l'Acadèmia de la Lengua Mixteca va adoptar una norma diferent per a la representació gràfica dels fonemes. Aquesta norma presenta algunes diferències amb la que empraven els missioners i l'Institut Lingüístic d'Estiu en els seus treballs de la dècada de 1970:
- L'oclusiva glotal, o (segons l'anàlisi) el tret distintiu d'una vocal glotalizada) era representat per la grafia h '. L'Acadèmia empra l'apòstrof. Per exemple: vehe versus ve'e 'casa'.
- La vocal central tancada va ser representada pels missioners com a i. L'ILV i l'Acadèmia la representen amb ' ' ' '. Per exemple: ýyn versus ɨɨn = 'un'.
- Els tons no apareixen en els escrits dels missioners. L'ILV els representa en diversos treballs (generalment amb accent agut per a to alt i màcron per a to mitjà, deixant to baix (molt comú) sense diacrític. La norma adoptada per l'Acadèmia representa el to baix subratllant les vocals. Per exemple, cuu versus ku̱u = 'ser'.
- En l'exemple anterior també es pot observar que el fonema /k/ era representat d'acord amb l'ortografia castellana ("c" i "qu") en alfabets proposats segons les polítiques de governs anteriors. L'Acadèmia proposa adoptar l'única grafia "k".

L'alfabet adoptat per l'Acadèmia de la Llengua Mixteca i conseqüentment la Secretaria d'Educació Pública de Mèxic (SEP), consta de les següents grafies (que a baix es mostren amb els seus corresponents fonemes).
| Alfabet de les llengües mixtques (ndusu tu'un sávi) |      |           |            | |
| Grafia                                              | AFI  | Exemple   | Català     | Pronunciació |
| A, a                                                | a    | andívi    | cel        | Com a a mare |
| B, b                                                | b    | burru     | ase        | Tan sols s'empra en préstecs castellans com burro                                                                   |
| CH, ch                                              | ʧ    | chitia    | platan     | Com la tx catalana a metxa                                                                                          |
| D, d                                                | d    | de        | ell        | Com la d catalana a dau                                                                                             |
| E, e                                                | e    | ve'e      | casa       | Com la e catalana a també                                                                                           |
| F, f                                                | f    | fiesta    | festa      | Tan sols s'empra en préstecs castellans com el de l'exemple                                                         |
| G, g                                                | ɡ    | ga̱        | més        | Com la g catalana a gos                                                                                             |
| I, i                                                | i    | ita̱       | flor       | Com la i catalana a si                                                                                              |
| Ɨ, ɨ                                                | ɨ    | kɨni      | porc       | So pronunciat col·locant la llengua en posició d'u i els llavis en posició d'i. Com en anglès roses.                |
| J, j                                                | x    | ji̱'in     | gotejarà   | Igual que la j espanyola com es pronuncia a Mèxic (una mica més suau que la castellana)                             |
| K, k                                                | k    | Kúmi      | quatre     | Com la c en català a cosa                                                                                           |
| L, l                                                | l    | luu       | bell       | Com la l en català a ludòpata                                                                                       |
| M, m                                                | m    | ña'ma̱     | confessarà | Com la m catalana a món                                                                                             |
| N, n                                                | n    | kuná'ín   | cessarà    | Com la n catalana a nou                                                                                             |
| ND, nd                                              | ⁿd   | ita ndeyu̱ | orquídia   | Es pronuncia prensalitzant la n, molt semblant a una n dental a nd.                                                 |
| ng                                                  | ŋ    | súngo̱o    | assentar   | com ng en català a sang                                                                                             |
| Ñ, ñ                                                | ɲ    | ñuuyivi   | món        | Com la ny catalana a muntanya                                                                                       |
| O, o                                                | o    | chiso     | cunyada    | Com la o catalana a por                                                                                             |
| P, p                                                | p    | pi'lu     | tros       | Com la p catalana a ple                                                                                             |
| R, r                                                | ɾ, r | ru'u      | jo         | Igual que en català, la vibrant pot ser múltiple o simple.                                                          |
| S, s                                                | s    | sá'a      | astúcia    | Com la s catalana a sord                                                                                            |
| T, t                                                | t    | tájí      | enviarà    | Com la t catalana a terra                                                                                           |
| TS, ts                                              | ʦ    | tsi'ina   | gosset     | Com la ț en romanès o la c en alemany. Català ts                                                                    |
| U, u                                                | u    | Nuuyoo    | Mèxic      | Com la u catalana a pur                                                                                             |
| V, v                                                | v    | vilu      | gat        | Com la v valenciana i mallorquina a vaca.                                                                           |
| X, x                                                | ʃ    | yuxé'é    | porta      | Com la ix catalana a caixa                                                                                          |
| Y, y                                                | ʒ    | yuchi     | pols       | Com la j catalana a jove                                                                                            |
| '                                                   | ʔ    | ndá'a     | mà         | No existeix equivalent català. El so es produeix contraient les cordes vocals tallant la sortida d'aire de la gola. |

Un dels grans obstacles que presenta l'alfabetització en llengua mixteca és la seva clara situació com a llengua vernacla. El domini social del mixteca és el domèstic, ja que les lleis mexicanes exigeixen que tot el tracte amb l'Estat sigui realitzat en llengua espanyola, encara que les lleis concedeixin la categoria de llengua nacional als idiomes autòctons. Existeixen molt pocs materials impresos en llengua mixteca, i fins fa uns quants anys, la literatura escrita en aquest idioma gairebé no existia. Pocs mitjans de comunicació transmeten en mixteca, entre ells cal comptar la Ràdio Indígena de Tlaxiaco i a Radio Bilingüe, que transmet des de Los Angeles, Califòrnia, on hi ha una comunitat mixteca important.
D'altra banda, l'atomització de les llengües mixteques planteja el problema que aquells texts editats en una de les varietats pot ser perfectament inintel·ligible per als parlants d'una altra. Cal sumar-hi el fet que la major part dels parlants de la llengua desconeixen l'ortografia adoptada per la SEP i l'Acadèmia de la Llengua Mixteca, i fins i tot, dubten que el seu idioma pugui ser escrit.

## Gramàtica i sintaxi

### Pronoms

#### Pronoms personals
| Pronoms personals |          |          |      |           |
| Persona | Tipus    | Complet  | Curt | Català    |
| Primera singular | Formal   | Sa̱ñá     | Ná   | Jo        |
| Primera singular | Informal | Ru'u̱     | Ri   | Jo        |
| Segona singular | Formal   | Ní'ín    | Ní   | Vostè     |
| Segona singular | Informal | Ró'ó     | Ró   | Tu        |
| Tercera singular | Únic     | Te̱e ¹    | De   | Ell       |
| Tercera singular | Únic     | Ña'an ¹  | Ña   | Ella      |
| Tercera singular | Únic     | Su̱chí ¹  | I    | Noi ²     |
| Tercera singular | Únic     | Yaa̱ ¹    | Ya̱   | Déu       |
| Tercera singular | Únic     | Kɨtɨ ¹   | Tɨ   | Animal    |
| Tercera singular | Únic     | Ndúcha ¹ | Te   | Aigua     |
| 1a pl. | Inclusiu | Yó'ó     | Yó   | Nosaltres |
| ¹ Paraules de les quals deriven els pronoms de la tercera persona del singular. ² Significat de su̱chí, que també serveix per referir-se a objectes inanimats. |          |          |      |           |

L'idioma mixteca reconeix alguns pronoms. Dos per a la primera persona singular i dos per a la segona persona singular, que són emprats en diferents contexts de la comunicació. Si el parlant es dirigeix a una persona de la seva edat o més gran, ha d'emprar els pronoms "formals" en senyal de respecte. Si el seu interlocutor és una persona més jove, pot emprar les formes familiars. Així mateix, els pronoms a la llengua mixteca tenen dues variacions: una és la "completa", emprada com a pronom reflexiu que complementa una oració o com a subjecte pronominal precedint el verb; i l'altra és la "curta", derivada de la primera i emprada especialment en funcions de subjecte pronominal quan succeeix el verb.
- Pronom personal com a complement de l'oració

Jiní-de sa̱ñá
[coneix-ell jo]
Em coneix
- Pronom personal com a subjecte pronominal

Ró'ó-kí'i̱n va̱'a-ga
[Tu aniràs bo-més]
Serà millor que hi vagis tu
Va̱ni ni-sá'a ró
[Bo pretèrit-faràs tu]
Vas fer-ho bé
Pel que fa a la tercera persona del singular, el mixteca compta amb sis pronoms que defineixen si l'actor a qui es refereix l'enunciat és un home, una dona, un animal, una cosa inanimada o una persona menor, una entitat sagrada o divina, o aigua. Tots són derivats de les paraules que denominen a cadascuna d'aquestes categories en llengua mixteca. Cap d'aquests pronoms no tenen equivalent en llengua catalana, encara que per tal que es comprengui millor, a la taula situada a la dreta s'indica quin és l'equivalent en català de la paraula mixteca de la qual deriven aquests pronoms. Els pronoms de la tercera persona poden jugar el paper de subjectes pronominals o de pronoms personals reflexius en l'única forma que posseeixen.
Llevat del cas de la primera persona del plural, el mixteca manca de pronoms que siguin equivalents als catalans 'vostès' ' o 'vosaltres' i 'ells'. Així mateix, la primera persona de plural té dos tractaments diferents. Quan el parlant inclou en l'acció enunciada el seu interlocutor, empra la forma completa yó'ó, o bé, la curta 'yó'. En canvi, quan vol dir que ell i altres persones van dur a terme una acció en què l'interlocutor no va participar, empra les formes 'sañá' o 'ná' (formals), o bé, ru'u' o 'ri' (informals). Com s'observa a la taula al costat esquerre, aquests pronoms corresponen a la primera persona del singular (en català: 'jo').
El fet que el mixteca manqui de pronoms equivalents a les segona i tercera persones del català, no vol dir que sigui incapaç de referir oracions que en espanyol ocuparien els pronoms 'ells' o 'vostès', de la mateixa manera que la inexistència dels sis pronoms mixteques per a la tercera persona en català no li impedeixen a aquesta llengua referir-se a la divinitat, als homes, dones, animals i a l'aigua. Per suplir aquesta manca, els parlants de mixteca fan servir el nombre del subjecte o del verb, quedant sobreentès que són algunes les persones implicades en la realització de l'acció indicada pel verb. Tanmateix, la partícula jíná'an' ([³xi³na.².]), precedida i succeïda d'un pronom personal indica en mixteca una persona plural.

#### Pronoms demostratius
El mixteca té tres pronoms demostratius, que indiquen la ubicació espacial de la cosa a què es refereix el parlant en un acte d'enunciació. Aquests pronoms són ya'á' ([¹a.³a] = aquest), jian ([²xi¹ã] = aquest) i 'yúkuan' ([³u.²kuã] = aquell). Qualssevol d'aquests tres pronoms poden ser precedits pel pronom relatiu jee, per emfatitzar la intenció de l'enunciat. (Una variant, almenys -la de Silacayoapan- té una quarta forma, per referir-se a objectes que no es veuen.) A més, existeix un pronom especial, que funciona anafòricament per referir-se a allò que hem esmentat anteriorment en una mateixa oració. Aquest és el pronom maá ([²ma³a]), que aproximadament pot ser traduït com a mateix.

#### Pronom relatiu
La llengua mixteca tan sols té un pronom relatiu. Aquest pronom és jee ([²xe.²e]), que equival aproximadament al català que. Com ocorre amb altres pronoms, en mixteca el pronom relatiu canvia la seva tonalitat, depenent del temps en què s'expressi l'acció de l'enunciat i de la tonalitat del verb enunciat.

#### Pronoms interrogatius
El mixteca té dos pronoms d'aquesta classe que són na vé ([²na ³ve]= què?) i 'n'asaa ([²na.²saa]= quant?). Aquests pronoms no canvien la seva tonalitat segons el temps, la persona o l'entonació de les paraules que succeeixen el pronom en l'oració.

### Verbs

#### Temps del verb en mixteca
| Conjugació dels verbs en mixteca |                   |                          |           |
| Futur                            | Present           | Passat                   | Català    |
| stéén [s.³teẽ]                   | stéén [s.³teẽ]    | ni-steén [²ni s.²te³ẽ]   | ensenyar  |
| skáji [s.³ka.²xi]                | skáji [s.³ka.²xi] | ni-skáji [²ni s.³ka.²xi] | alimentar |
| skɨvɨ [s.³kɨ.²vɨ]                | skívɨ [s.³kɨ.²vɨ] | ni-skívɨ [²ni s.³kɨ.²vɨ] | ficar     |
| stáa̲n [s.³ta¹ã]                  | stáa̲n [s.³ta¹ã]   | ni-stáa̲n [²ni s.³ta¹ã]   | destruir  |
| ndukú [²ndu.³ku]                 | ndúkú [³ndu.³ku]  | ni-ndukú [²ni ²ndu.³ku]  | buscar    |
| kunu [²ku.²nu]                   | kúnu [³ku.²nu]    | ni-kunu [²ni ²ku.²nu]    | teixir    |
| kata [²ka.²ta]                   | jíta [³ji.²ta]    | ni-jita [²ni ²ji.²ta]    | cantar    |
| kasɨ [²ka.²sɨ]                   | jésɨ [³xe.²sɨ]    | ni-jésɨ [²ni ³xe.²sɨ]    | tancar    |
| kua̱'a [²ku¹a'.²a]                | jé'e [²xe.²e]     | ni-je̱'e [²ni ¹xe'.²e]    | donar     |
| kusu̱ [²ku.¹su]                   | kíxí [³ki.³ʃi]    | ni-kixi̱ [²ni ²ki.¹ʃi]    | dormir    |

La diferència entre el català i el mixteca és que, mentre que els temps en la conjugació catalana es refereixen al temps en què la persona està parlant; en el mixteca, les formes verbals assenyalen el temps en relació amb l'acció enunciada. El mixteca manca d'infinitius. La forma bàsica del verb en mixteca és el futur, i molts dels verbs conjugats en aquest temps s'empren també en temps present. Per obtenir la forma del present, els verbs irregulars modifiquen la seva entonació d'acord amb certes regles de prosòdia que són massa complicades com per intentar exposar-les en aquest espai. A més, existeix una classe de verbs irregulars -la major part dels que comencen amb [k]- que en la seva forma presenti substitueixen aquest fonema per la síl·laba [xe] o bé, [xi]. Per a la formació del temps verbal pretèrit, en llengua mixteca s'agrega la partícula 'ni- ' ' ([²ni]). Aquesta partícula ocasiona una modificació en l'entonació del verb que el succeeix, i encara que pot ser omesa en converses informals, la modificació tonal sempre s'hi aplica. La llengua mixteca manca dels temps copretèrit, postpretèrit, antepretèrit i tota la constel·lació de temps compostos que hi ha en català. A més, la conjugació en mixteca no incorpora gramemes de persona i nombre com el català, en això s'assembla més a la conjugació dels verbs en anglès. A baix es presenten exemples d'oracions en els tres temps verbals del mixteca.
- Futur

Te máá ró sanaa te kusɨɨ ni ro̱ te kiji ró ɨɨn jínu nájnu'un domingu te kinu'un ro̱.
[I mateix tu potser i estaràs-contenta tu i vindràs tu una vegada com a diumenge i tornaràs tu]
I potser estaràs contenta, vindràs el diumenge i tornaràs a casa.
- Present

Tu jíní-yo̱ ndese skánda-de te jíka kamión
[No sabem-nosaltres com mou ell i camina camió]
No sabem com ell posa en marxa el camió.
- Passat

Ni-steén-de nuu̱ ná.
[Pretèrit-ensenyà-ell a jo]
Steén-de nuu̱ ná.
[Ensenyà-ell a jo]
Ell me'n va ensenyar.

#### Tipus de verbs
Verbs causatius
Els verbs causatius són aquelles formes verbals modificades per un prefix que indica que l'acció és realitzada per l'actor a qui es refereix l'oració. El prefix que distingeix els verbs causatius en mixteca és s-. Com altres partícules gramaticals d'aquest idioma, el prefix causatiu provoca un canvi en l'escriptura i pronunciació del verb associat. Quan els verbs a què s'agrega el causatiu comencen amb [d], es substitueix el fonema inicial per [t]. Quan s'agrega a un verb que comença amb [j], es substitueix aquest fonema per [i]. No hi ha diferència entre les formes dels temps gramaticals present i futur en els verbs causatius, encara que el futur sempre s'indica afegint ni-.
| Causatiu regular                                                           |                                                                                |
| Verb normal: tɨ̱ví [es-descompondrà] es descompondrà, es descompon          | Verb causatiu: stɨ̱ví [ho-es-descompondrà'] Ell ho farà malbé, ell ho fa malbé  |
| Causatiu irregular: substituint nd per t                                   |                                                                                |
| Verb normal: ndo'o-ña [patirà-ella] Ella patirà, ella pateix               | Verb causatiu: stó'o-ña [farà-patir-ella] Ella farà patir, ella fa patir.      |
| Causatiu irregular: substituint y per i                                    |                                                                                |
| Verb normal: yu̱'ú-tí [tindrà-por-ell(animal)] L'animal tindrà por, té por. | Verb causatiu: siú'ú-tí [causarà-por-ell(animal)] L'animal espantarà, espanta. |

Verb repetitiu
En mixteca, el prefix 'na-' indica que l'acció descrita pel verb a què va associat s'està realitzant per segona vegada. Això vol dir que hi ha una repetició de l'acció, que pot ser efectuada pel subjecte de l'oració o una altra que no s'aclareix en el discurs. Existeixen verbs irregulars que modifiquen la seva pronunciació en la forma repetitiva. Per exemple, alguns verbs que comencen amb el fonema [k], en comptes d'afegir el prefix 'na-', substitueixen aquest fonema per [d] o [n]. De la mateixa manera, existeixen verbs que mai no apareixen sense aquest prefix, és a dir, formen part de la seva estructura.
| Repetitiu regular                                             |                                                                                   |
| Verb normal: Ki̱ku-ña sa'ma [cosirà-ella roba] Cosirà la roba. | Verb causatiu: Naki̱ku-ña sa'ma [re-cosirà-ella roba] Adobarà o apedaçarà la roba. |
| Repetitiu irregular: substituint k per nd                     |                                                                                   |
| Verb normal: Kaa-de [pujarà-ell] Pujarà.                      | Verb causatiu: Ndaa-de [re-pujarà-ell] Pujarà de nou.                             |

Verb copulatiu
Els verbs copulatius són aquells que estableixen connexions entre dos substantius; un substantiu i un adjectiu, o bé, un substantiu i un pronom, sempre relacionats en l'acte de parla amb la persona, animal o objecte que realitza l'acció. El mixteca té quatre d'aquests verbs: 'kuu' (ser), 'nduu' (ser o ser una altra vegada, aquesta és la forma repetitiva de 'kuu'), 'koo' (haver-hi, ser o estar) i 'káá' (semblar, només en els temps present i pretèrit). Aquest últim copulatiu només s'empra amb adjectius que descriguin l'aparença d'una cosa. Els altres tres poden articular-se amb gairebé qualsevol adjectiu, encara que amb algunes diferències de significat.
| Copulatius                                                                      |                                                                       |
| Maéstru kúu-te̱e ún. [Mestre és-home un] El senyor és mestre                     | Maestru kúu. [Mestre és] És mestre.                                   |
| Ndíchí koo-ró [llest seràs-tu] Seràs llest.                                     | Va̱ni íyó itu. [Bo és milpa] La milpa està bé.                         |
| Káa likuxi sɨkɨ̱ tɨ̱. [sembla gris llom su (animal)] El llom de l'animal és gris. | Kúká ní-i̱yo-de. [Ric pretèrito-fou-ell] Va ser ric, però ja no ho és. |

Verbs descriptius
Es tracta d'una classe especial de verbs que poden ser utilitzats tant com a verbs com a adjectius. Un d'aquests verbs succeït per un pronom, és tot el que cal per formar una oració completa en llengua mixteca. Els descriptius no es conjuguen, sempre estan en temps present. Per descriure la mateixa idea en pretèrit perfet simple i futur, és necessari emprar un verb copulatiu en l'oració.
| Descriptius                                        |                                                                       |
| Kúká-de. [enriquirà ell] És ric                    | Ve̱yɨ nuní. [pesarà blat de moro] El blat de moro és pesat.            |
| Descriptius amb còpula contreta                    |                                                                       |
| Vijna te kúkúká-de. [ara i és-ric-ell] Ara és ric. | Ni-ndukuká-de. [Es-re-feu-ric-ell] Es va tornar ric una altra vegada. |

Verbs de manera
Es tracta d'un petit grup de verbs que poden anar seguits per un altre verb. Només el pronomjee̱ pot ocasionalment aparèixer entre un verb de manera i un altre associat, excepte en el cas de kuu (poder).
| Verbs de manera                                                    |                                                                            |
| Kuu ka'u-de tatu. [podrà llegirà-ell paper] Podrà llegir un llibre | Kánuú je̱é ki'ín-de. [és-necessari que anirà ell] És necessari que hi vagi. |

#### Modes del verb
Mode indicatiu
El mode imperatiu descriu accions de la vida real, que succeïren, estan succeint o succeiran. Les formes verbals de mode indicatiu han estat descrites amunt, en la secció dedicada als temps del verb a l'inici d'aquest apartat.
Mode imperatiu
El mode imperatiu en la llengua mixteca es forma afegint la partícula -ni  després de la forma del futur indicatiu del verb. En la conversa informal, sol utilitzar-se només la forma del futur indicatiu, encara que en aquest cas pot emprar-se el promombre ró. Existeixen tres verbs irregulars les formes dels quals en imperatiu no són iguals a la seva conjugació en futur indicatiu. La negació en mode imperatiu s'obté afegint la paraula má, que equival a la catalana no.
| Mode imperatiu   |               |                  |                         |
| Formal           | Informal      | Informal         | Negatiu                 |
| Kaa̱n ní. ¡Parli! | Kaa̱n. ¡Parla! | Kaa̱n ro̱. ¡Parla! | Má kaa̱n ro̱. ¡No parlis! |

Mode subjuntiu
En mixteca, el subjuntiu té la forma d'una ordre suau. Es forma agregant la partícula na abans del temps futur del verb. Quan és emprat en primera persona, dona la idea que el parlant reflexiona detingudament abans d'executar l'acció.
| Subjuntiu en 3a persona                                     | Subjuntiu en 1a persona                           |
| Na kívɨ - de ve'e. [que entrarà-ell casa] Que entri a casa. | Na kí'ín-na. [que aniré-jo] Llavors me'n vaig jo. |

Mode contrari al fet
Es tracta d'un mode especial, que indica que l'acció enunciada no es va realitzar o no va quedar completa. Per formar el pretèrit d'aquesta forma s'agrega ní i el verb canvia els seus tons de pretèrit a present. Una oració contrària al fet, sense acompanyament d'una subordinada, adquireix el sentit d'una oració del tipus Si tan sols...!. Si el parlant ho desitja, en aquest cas també pot afegir la paraula 'núú' al final de l'oració condicional o de la independent, o bé, d'ambdues, sense cap canvi en el significat. A baix se n'exposen alguns exemples.
- Ús del verb contrari al fet, per mitjà del canvi tonal del temps passat indicatiu.

Ní-jí'í-de tajna̱ chi je ni-nduva̱'a-de.
[pretèrit-prengué (contrari al fet)-ell medicina i ja pretèrit-se alleujà-ell]
Si s'hagués pres la medicina, ja s'hauria alleujat.
- Ús de l'oració simple contrària al fet.

Ní-jí'í-de tajna̱.
[pretèrit-prengué (contrari al fet)-ell medicina]
¡Si tan sols s'hagués pres la medicina!
- Ús de l'oració simple contrària al fet amb núú.

Ní-jí'í-de tajna̱ nuú.
[pretèrit-prengué (contrari al fet)-ell medicina contrari al fet]
¡Si tan sols s'hagués pres la medicina!
Núú ní-jí'í-de tajna̱.
[contari al fet pretèrit-prengué (contrari al fet)-ell medicina]
¡Si tan sols s'hagués pres la medicina!
- Ús de l'oración simple contrària al fet amb núu (no confondre aquest connectiu condicional amb la partícula que indica el mode verbal vist més amunt).

Núu ní-jí'í-de tajna̱.
[si pretèrito-prengué (contrari al fet)-ell medicina contrari al fet]
¡Si tan sols s'hagués pres la medicina!
- ÚS de l'oració contrària al fet amb coordinada, en temps futur.

Kiji-de te tu ni-kúu.
[Vindrà (contrari al fet) i no pretèrit-va poder]
Havia de venir, però no va poder.

### Substantius
El substantiu és una paraula que serveix per designar persones, animals, coses inanimades o idees abstractes. En mixteca, els substantius que es refereixen a aquestes últimes són molt pocs, en els casos en els quals no hi ha un substantiu, s'empren construccions verbals. Quan un substantiu va succeït en l'oració per un altre substantiu, el primer funciona com a nucli del sintagma, en tant que el segon es converteix en modificador. Moltes d'aquestes construccions indiquen que el modificador és posseïdor del nucli.
| Sustantiu com a modificador    | Modificador en possessió de nucli del sintagma        |
| Ndu̱yu ka̱a [estaca metall] Clau | Ina te̱e yúkuan [Gos home aquell] El gos d'aquell home |

El nombre bàsic dels substantius mixteques és el singular. La pluralització pot determinar-se per certs recursos gramaticals i lèxics. Per exemple, el nombre d'un substantiu pot quedar sobreentès, si en l'oració s'empra un pronom plural (només primera persona inclusiva), o per certs afixos que modifiquen el significat de l'oració, encara que estiguin associats al verb. Aquests afixos són -koo i -ngoo (sufixos) i 'ka-' (prefix). Un tercer recurs per pluralitzar el substantiu és l'ús de la paraula jijná'an', que no té significat traduïble al català, i pot precedir o succeir els verbs, pronoms o noms.
- Pluralització donada per la presència del pronom de primera persona plural inclusiva

Te máá yó-kúu ñayuu yúku ndé lugar yá'a.
[i mateix nosaltres-sóc persona vivim fins lloc aquest]
Nosaltres som els que vivim en aquest lloc.
- Pluralització amb afixos

| Prefix ka-, abans del verb                                                         | Sufix -koo després del verb                                           |
| Te sukúan kándo'o ñayuu. [I així plural-pateix persona] Així pateixen les persones | Te ni-kekoo te̱e ún [I pretèrit-arribà home ell] Van arribar els homes |

### Conjuncions
Les conjuncions són aquelles paraules que serveixen per enllaçar dues paraules, dues frases o dues oracions de naturalesa anàloga. El mixteca té dotze conjuncions, coordinants i deu subordinades. Les primeres són te (i, però), te o (per+e), jíín (i), chi (perquè, i), chí (o), á... chí (o... o), ni... ni... (ni... ni), sa/sa su'va (sinó que), yu̱kúan na (llavors, aleshores), yu̱kúan (llavors), je̱e yu̱kúan (per això), suni (també). Les conjuncions subordinades en mixteca són les següents: náva̱'a (perquè final), je̱e (que), sɨkɨ je̱e (perquè causal), nájnu̱n (com), ve̱sú (encara que), núu (si -condicional-), na/ níní na (quan), ná/ níní (mentre), nde (fins que, des que), kue̱chi (res més).

### Ordre i èmfasi sintàctic
El mixteca pertany a les llengües del tipus Verb Subjecte Objecte. Tanmateix, les condicions i la intenció dels parlants poden afectar l'ordre sintàctic. Depenent del punt que es desitgi emfatitzar, els parlants poden començar l'oració amb el verb (si desitgen emfatitzar l'acció), el pronom o subjecte (si desitgen emfatitzar la persona que realitza l'acció), el complement (quan l'èmfasi es posa en la manera, el lloc, el temps o qualsevol altra categoria relacionada amb el predicat). És molt similar al que ocorre amb l'hipèrbaton en català, encara que els parlants de català no solen recórrer a aquest tipus d'alteracions sintàctiques de l'oració. Els mixteques, per contra, freqüentment l'empren en les seves converses informals.

## Influència del mixteca en el castellà
Contràriament al que va ocórrer amb altres llengües, especialment el taíno a les Antilles, i el nàhuatl a tot Mèxic, el mixteca no va aportar massa neologismes a l'idioma castellà. La llista de mixtequismes és curta, i la seva difusió és més aviat restringida a la regió tradicional de parla mixteca. Potser l'aportació més significativa sigui en el camp dels topònims, sobretot a l'estat d'Oaxaca, on nombroses comunitats conserven el seu nom en mixteca com a única denominació. N'és un exemple San Juan Ñumí, San Bartolo Yucuañe, Santa Cruz Itundujia i molts d'altres, localitzats al ponent d'aquest estat. A Puebla i a Guerrero, la toponímia mixteca va ser substituïda per noms nahuas o espanyols (com Yucuyuxi, a Puebla, que va canviar el seu nom per Gabino Barreda).
Una altra empremta del mixteca en la parla castellana del sud de Mèxic és la que es troba en la fonologia. Els mixteques, parlants nadius d'aquesta llengua o de l'espanyol, solen pronunciar les paraules que acaben en vocal glotalitzant-les (això significa, que tanquen el pas de l'aire amb les cordes vocals, tallant de cop el so). A més, sol presentar una confusió entre certs fonemes, clarament substitueixen [t] per [d] (encara que aquest últim fonema existeix en mixteca és menys freqüent en la llengua de la pluja que en l'espanyol), confonen [b] amb [v], distingeixen [j] de [i], o tenen dificultats per articular el fonema vibrant palatal múltiple [rr], que sol ser articulat com a simple. Un altre tret molt característic de l'espanyol parlat pels mixteques és la tonalització. Ja que el mixteca és una llengua tonal, amb freqüència són traslladades les combinacions tonals característiques d'aquesta llengua en parlar en castellà, elevant al to alt la síl·laba tònica de la paraula espanyola. Sens dubte, la tonalització manca en aquest cas de valor fonèmic.

## Literatura en llengua mixteca
Abans de la Conquesta de Mèxic espanyola, ocorreguda en la segona dècada del segle xvi, els indígenes mesoamericans conreaven diversos gèneres literaris. Les composicions eren transmeses de manera oral, per mitjà d'institucions on una elit adquiria el coneixement tant de la literatura com d'altres branques de l'activitat intel·lectual. Quan els espanyols van consumar la conquesta, va tenir lloc una terrible destrucció d'aquestes institucions, fet que va deixar com a resultat que bona part de la tradició oral indígena fos oblidada per sempre. La major part dels còdex on es registraven els esdeveniments històrics o el coneixement mític del món van ser destruïts, i els pocs que es van conservar van ser allunyats dels pobles que els van crear. Així, van sobreviure quatre còdexs mixteques prehispànics, on es relaten les gestes bèl·liques del senyor OCho Venado. D'aquests, tres reposen en col·leccions de museus, biblioteques i universitats europees (veure Còdex Nuttall). Fins i tot fa tot just unes quantes dècades, la forma en la qual es llegien aquestes pintures va ser desxifrada, gràcies al notable treball d'Alfonso Caso, però els mixteques van perdre el coneixement sobre les regles del seu ancestral mètode d'escriptura i lectura.
Malgrat tot, els missioners d'Índies d'aquells anys es van començar la tasca d'alfabetitzar els indígenes (especialment els nobles). Fóra pels mateixos missioners, o bé, per obra dels indis llatinitzats, algunes de les obres de la literatura indígena prehispànica van poder sobrerviure fins als nostres dies. En els cinc segles posteriors a la Conquesta, la literatura dels mixteques va ser reduïda a l'àmbit popular. Associada a creacions musicals, o a la celebració de certs ritus, la literatura popular mixteca ha sobreviscut de la mateixa manera que ho va fer durant mil·lennis: per mitjà de la transmissió oral.
No va ser fins a la dècada de 1990 quan a Mèxic va tenir lloc un nou apogeu de les literatures indígenes. L'avantguarda, sens dubte, eren els zapoteques de l'istme de Tehuantepec, que escrivien en la seva llengua almenys des de la segona meitat del segle xix. A imitació del gran moviment cultural indígena dels Juchitan de Zaragoza dels anys vuitanta, molts pobles indis van reivindicar la seva llengua com a llengua literària. El 1993 va ser instituïda l'Associació d'Escriptors a Llengües Indígenes, i tres anys més tard, la Casa de l'Escriptor a Llengua Indígena. Així mateix, va ser instituït el Premi Nezahualcóyotl de Literatura en Llengües Indígenes, per tal d'estimular la creació en idiomes indoamericans.
A La Mixteca, el ressorgiment literari ha estat encapçalat pels pobles de la Mixteca Alta, com la Ciutat de Tlaxiaco i Juxtlahuaca. La primera ciutat ha estat el bressol de dos notables escriptors, com ara Raúl Gatica, que ha publicat el llibre Assalt a la paraula una compilació de poetes mixteques; i Juan de Dios Ortiz Cruz, qui a més de recopilar les composicions líriques de la regió ha realitzat notables composicions, com Yunu Yukuninu (Arbre, Turó de Yucuninu'), musicaltizada per Lila Downs. Aquesta última és una de les figures de la música mixteca contemporània més emblemàtica. Ha gravat diversos discs en els quals sol incloure alguna composició en llengua mixteca, que va aprendre de la seva mare.
Els esforços per estandarditzar l'escriptura i el lèxic dels mixteques, duts a terme per l'Academia de la Lengua Mixteca no han donat, de moment, prou resultats.